# Верховський Погост
Верхо́вський Пого́ст (рос. Верховский Погост) — село у складі Тарногського району Вологодської області, Росія. Адміністративний центр Верховського сільського поселення.

## Населення
Населення — 52 особи (2010; 57 у 2002).
Національний склад (станом на 2002 рік):
- росіяни — 98 %